# Drunter & Brüder
Drunter & Brüder ist eine deutsche Slapstickkomödie von Ulli Baumann aus dem Jahr 2015, die im Auftrag für Das Erste produziert wurde.

## Handlung
Charlotte ist eigentlich glücklich mit dem Chirurgen Balthasar Sander verheiratet, hat aber seit ihrer Hochzeit vor über sechs Jahren regelmäßigen Geschlechtsverkehr mit dessen unverheiratetem Bruder Hubertus. Dieser hat im Gegensatz zu seinem Bruder stets Zeit für Charlotte und tröstet die vernachlässigte Ehefrau sehr gern. Bei ihren wilden Sexorgien lieben sie es, vor einer Afrikakulisse zu agieren, und träumen davon, irgendwann gemeinsam nach Afrika zu reisen.
Balthasar hat ein gutes Verhältnis zu seinem Bruder und macht sich Sorgen, dass Hubertus immer noch keine Frau fürs Leben gefunden hat. Es tröstet ihn nur wenig, dass ihm Hubertus gesteht, mit einer verheirateten Frau ein Verhältnis zu haben, von dem aber niemand etwas erfahren dürfe. Fortan fühlen sich Charlotte und Hubertus kurz vor der Enttarnung ihres Verhältnisses. Als Hubertus eines Tages von seinem Bruder angerufen wird und dieser ihm sagt, es würde um Charlotte gehen, bekommt er einen großen Schreck und versucht sich Erklärungen zurechtzulegen. Doch Balthasar eröffnet seinem Bruder nur, dass auch er eine Affäre hätte. Es war ihm wichtig, endlich mal mit jemandem darüber zu reden. Hubertus ist erleichtert, kommt aber auch in einen Gewissenskonflikt Charlotte gegenüber. Sein Konstrukt aus Lügen wird immer größer und droht bald einzustürzen. In seiner Verzweiflung beginnt er sogar daran zu zweifeln, ob Charlotte ihn wirklich lieben würde, und als am nächsten Tag die attraktive junge Russin Anastasia in seiner Tierarztpraxis erscheint, um ihren Hund untersuchen zu lassen, beginnt er sich auf der Stelle in Anastasia zu verlieben. Es fällt ihm nicht leicht, Charlotte die Wahrheit zu sagen und sein Verhältnis mit ihr zu beenden. Doch es gelingt und Hubertus ist erleichtert. Voller Freude verabredet er sich mit seinem Bruder, um ihm die Neuigkeit mitzuteilen, dass er sich frisch verliebt hätte. Seine Freude wird jäh getrübt, als er feststellen muss, dass „seine“ Anastasia die Affäre seines Bruders ist. Hubertus ist allerdings fest entschlossen, um seine neue Liebe zu kämpfen. Gelegenheit ergibt sich, als er von Balthasar gebeten wird, zu ihrer Jagdhütte zu fahren, in der er sich mit Anastasia verabredet hat. Da aber Charlotte geplant hat, das Wochenende mit ihrem Ehemann hier zu verbringen, muss Anastasia „verschwinden“. Hubertus übernimmt diesen Auftrag, verspätet sich aber, sodass alle vier aufeinandertreffen. Balthasar stellt aus Verzweiflung Anastasia als Hubertus’ neue Freundin vor, ohne zu ahnen, dass er seinem Bruder damit einen großen Gefallen tut. Am Ende aller Verwirrungen stellen die Vier fest, dass Hubertus Charlotte immer noch liebt und sie besser zu ihm passt als Anastasia. Balthasar wiederum entscheidet sich für die junge Russin. Allerdings ist Charlotte zutiefst gekränkt und will zunächst von Hubertus nichts mehr wissen. Sie zieht sich für Monate zurück und als Hubertus sie endlich findet, ist sie hochschwanger und steht kurz vor der Entbindung. Es bleibt offen, ob Balthasar oder Hubertus der Vater von Charlottes Tochter ist.

## Hintergrund
Drunter & Brüder wurde vom 6. Mai 2014 bis zum 6. Juni 2014 unter dem Arbeitstitel Zwei Brüder und die Antilopenschere in Berlin und Umgebung gedreht. Für den Film zeichnete die Olga Film GmbH verantwortlich.

## Kritik
Rainer Tittelbach von Tittelbach.tv wertete: „‚Drunter & Brüder‘ ist ganz dem Lust-Prinzip verpflichtet. Motto: Sich treiben lassen durch absurde Szenen und abstruse Situationen, die mehr mit dem Genre als mit dem realen Leben zu tun haben. Der Irrwitz regiert. Tempo ist das Herzstück von Handlung und Dialog. Selten wurde der Screwball-Touch Hollywoods [des Klassikers ‚Leoparden küsst man nicht‘] in die Fernseh(beziehungs)filmtradition stimmiger übersetzt.“ „Ständige Repliken, Rückbezüglichkeiten, Typen- wie Charakterkomik mit Protagonisten, die ständig in Bewegung sind und ziemlich dumme Sachen machen, und ein Spiel mit Doppeldeutigkeiten, die nur der Zuschauer (und allenfalls eine Figur) richtig verstehen kann, schubsen diesen kinderspielverrückten Karussell-Film an.“ „Spaß haben ist der tiefere Sinn dieser furios getakteten Komödie, die in der zweiten Hälfte erntet, was sie in der ersten an Beziehungen & Verwicklungen gesät hat. Alles, jedes Ding, jeder Moment, jedes Zeichen in dem Film des Grimme-Preis-gekrönten Comedy-Experten Ulli Baumann (‚Nikola‘) nach dem klug strukturierten Drehbuch von Kirsten Peters, das auf simple Running Gags verzichtet, findet mindestens eine Entsprechung.“ Fazit: „Top-Besetzung, kultverdächtige Beziehungsratschläge, ein Riesenspaß!“
Für die Kritiker der Fernsehzeitschrift TV Spielfilm war Drunter & Brüder „nur teils gelungen, aber: netter Versuch“. Sie schrieben: „Die leicht anrüchige Screwballkomödie erreicht die Flughöhe eines Frank Capra oder Billy Wilder nicht, aber der quirlige Quatsch hat sichtlich auch den Darstellern Spaß gemacht. Charlotte Schwab hat schöne Auftritte als herrisches Muttertier der Brüder.“ Sie vergaben dem Film eine positive Wertung, indem sie mit dem Daumen nach oben zeigten.
Bei dem Onlineportal Der Westen urteilte Jürgen Overkott negativ und schrieb: „Gut gemeint ist noch lange nicht gut gemacht. Große Namen machen noch keinen guten Film. Müde Gags entwerten eine hübsche Idee.“